# Iwan Wasiunyk
Iwan Wasylowycz Wasiunyk, ukr. Іван Васильович Васюник (ur. 7 lipca 1959 w miejscowości Lubień Wielki w obwodzie lwowskim) – ukraiński polityk, wicepremier, kandydat nauk ekonomicznych.
Absolwent Uniwersytetu Iwana Franki we Lwowie. Pracował w biznesie, pod koniec lat 90. został doradcą premiera Wiktora Juszczenki. Od 2002 do 2005 sprawował mandat deputowanego (z listy Bloku Nasza Ukraina). Odszedł z parlamentu, obejmując stanowisko pierwszego zastępcy szefa sekretariatu prezydenta. W 2014 został działaczem Frontu Ludowego.
W grudniu 2007 został wicepremierem w rządzie Julii Tymoszenko. Funkcję tę pełnił do marca 2010.